# Provincia Chachoengsao
Chachoengsao (în thailandeză ฉะเชิงเทรา) este o provincie (changwat) din Thailanda. Situată în regiunea de Est, provincia Chachoengsao are în componența sa 11 districte (amphoe), 93 de sub-districte (tambon) și 859 de sate (muban). 
Cu o populație de 665.734 de locuitori și o suprafață totală de 5.351,0 km2, Chachoengsao este a 37-a provincie din Thailanda ca mărime după numărul populației și a 41-a după mărimea suprafeței.